# 楊灝生
楊灝生（?—?），奉天省吉林府人，清朝政治人物、進士出身。
光緒三十年，會試第109名；殿試登進士三甲第86名，后分發為知縣。